# Charles Donald Gemar
Charles Donald Gemar (Yankton, Dél-Dakota, 1955. augusztus 4.–) amerikai űrhajós, alezredes.

## Életpálya
1973-ban besorozták a hadsereg légideszant egyik bázisára. 1979-ben a West Point (USMA) keretében szerzett mérnöki diplomát. Gyalogsági tisztként 1980-ban repülőgép vezetői jogosítvány szerzett.
1985. június 4-től a Lyndon B. Johnson Űrközpontban részesült űrhajóskiképzésben. Három űrszolgálata alatt összesen 24 napot, 5 órát és 38 percet (581 óra) töltött a világűrben. 1996-ban fejezte be űrhajós pályafutását. A Bombardier Flight Test Center (Wichita) berepülési, üzemeltetési és biztonsági vezetője.

## Űrrepülések
- STS–38,  az Atlantis űrrepülőgép 7. repülésének küldetés specialistája. Első űrszolgálata alatt összesen 4 napot, 21 órát, 54 percet töltött a világűrben. 3 267 000 kilométert repült, 79 alkalommal kerülte meg a Földet.
- STS–48, a Discovery űrrepülőgép 13. repülésének küldetés specialistája. A legénysége sikeresen útnak indította az Upper Atmosphere Research Satellite (UARS–2) légkörkutató műholdat. Második űrszolgálata alatt összesen 5 napot, 8 órát és 27 percet (128 óra) töltött a világűrben. 3 530 369 kilométert repült, 81-szer kerülte meg a Földet.
- STS–62, a Columbia űrrepülőgép 16. repülésének küldetés specialistája. Az United States Microgravity Payload (USMP) mikrogravitációs laboratórium programját (60 kísérlet, kutatás, anyag előállítás) 12 órás váltásban teljesítette a legénység.  Tesztelték a Canadarm robotkar egy továbbfejlesztett, modernebb változatát. Harmadik űrszolgálata alatt összesen 13 napot, 23 órát és 16 percet (335 óra) töltött a világűrben. 9 366 617 kilométert  repült, 224-szer kerülte meg a Földet.